# Hans Hass
Hans Hass (n. 23 ianuarie 1919, Viena, Republica Austriacă – d. 16 iunie 2013, Viena, Austria) a fost un biolog marin austriac și pionier în scufundări subacvatice. El a fost cunoscut mai ales ca fiind printre primii oameni de știința care au popularizat recifele de corali, pisicile de mare și rechinii. A fost pionier în realizarea de  documentare filmate sub apă. A condus dezvoltarea unui tip de recirculator. El este cunoscut și pentru teoria sa, denumită energon, și pentru dedicația de care a dat dovadă în protejarea mediului înconjurător.

## Primii ani
Hass s-a născut la Viena; tatăl său a fost avocat și Hass a studiat inițial dreptul. În urma unei  întâlniri cu scafandrul american Guy Gilpatric din timpul unei vacanțe pe Coasta de Azur din 1938, care cuprindea, printre altele, sesiune de vânătoare și fotografie subacvatică, a ales să se facă biolog marin. După ce a făcut expediții în Marea Caraibelor între anii 1938 și 1939 și a scris primele sale articole de specialitate, în 1940 Hass a trecut de la facultatea de drept la cea de zoologie și și-a dat doctoratul la Facultatea de Biologie din cadrul Universității din Berlin în 1943. Teza sa de doctorat a fost prima cercetare științifică folosind un echipament autonom de respirat sub apă, cunoscut sub numele de recirculator. În timpul primelor sale scufundări a folosit acest recirculator, pe care producătorul de echipanent de scufundări german Dräger l-a făcut pentru el. Hass și echipa sa de cercetători au efectuat peste 2000 de scufundări folosind recirculatorul de oxigen din 1942 până în 1953.